# Hipposideros bicolor
Hipposideros bicolor är en fladdermusart som först beskrevs av Coenraad Jacob Temminck 1834.  Hipposideros bicolor ingår i släktet Hipposideros och familjen rundbladnäsor. Inga underarter finns listade i Catalogue of Life. Wilson & Reeder (2005) skiljer mellan 7 underarter.

## Utseende
Arten har cirka 4,5 cm långa underarmar, ett genomsnittligt vingspann av 28,2 cm och en vikt av ungefär 8 g. Exemplar som vilar i grottor med bra luftväxling har en ljusbrun päls. I fuktiga grottor där luften sällan byts blir pälsen blekare och mer orange. Öronen är spetsiga och hudflikarna på näsan (bladet) har en rosa färg. Liksom hos andra rundbladnäsor används bladet för ekolokaliseringen.

## Utbredning
Denna fladdermus förekommer i Sydostasien från södra Malackahalvön över Borneo och Sumatra till Filippinerna och till Timor. En liten avskilda population finns på fastlandet i södra Thailand. Arten lever i låglandet och i kulliga områden upp till 600 meter över havet. Hipposideros bicolor vilar i grottor och har ursprungliga skogar som habitat.

## Ekologi
Honan föder en unge per kull. Ungen lämnas i grottan när modern letar efter föda. Efter några veckor slutar honan med digivning. Könsmognaden infaller cirka ett år efter födelsen.
Omkring året 2008 upptäcktes att två populationer som räknas till arten skiljer sig i anatomiska detaljer samt i frekvensen som används för ekolokaliseringen. Kanske kommer populationen delas i två arter.

## Bevarandestatus
Skogsavverkningar och störningar vid viloplatsen påverkar beståndet negativt. Hipposideros bicolor är fortfarande vanligt förekommande. IUCN kategoriserar arten globalt som livskraftig.